# Province de Sidi Slimane
La province de Sidi Slimane est une subdivision à dominante rurale de la région marocaine de Rabat-Salé-Kénitra.

## Histoire
La province de Sidi Slimane a été créée en 2009 – décret no 2-09-319 du 11 juin – par démembrement de la province de Kénitra (voir le découpage administratif pour le détail des communes).

## Géographie
La province de Sidi Slimane, d'une superficie de 1 492 km2, est limitée :
- au nord et à l'est par la province de Sidi Kacem[5] (région de Rabat-Salé-Kénitra) ;
- au sud-est par la préfecture de Meknès[5] (région de Fès-Meknès) ;
- au sud par la province de Khémisset[5] (région de Rabat-Salé-Kénitra) ;
- à l'ouest par la province de Kénitra[5] (région de Rabat-Salé-Kénitra).

## Administration et politique

### Découpage territorial
Selon la liste des cercles, des caïdats et des communes de 2009, la province de Sidi Slimane est composée de 11 communes, dont 2 deux communes urbaines (ou municipalités) : Sidi Slimane, son chef-lieu, et Sidi Yahya El Gharb.
Les 9 communes rurales restantes sont rattachées à 5 caïdats (eux-mêmes rattachés au cercle de Sidi Slimane) :
- caïdat de Boumaiz :  Oulad Ben Hammadi et Boumaiz ;
- caïdat de Kceibya : Sfafaa et Kceibya ;
- caïdat de Dar Bel Amri : Azghar et Dar Bel Amri ;
- caïdat de M’saada : M'Saada et Oulad H'Cine ;
- caïdat d'Ameur Chamalia : Ameur Chamalia.

Aucune de ces communes rurales n'ayant un centre homologué comme centre urbain, les seules localités considérées comme des villes sont ces municipalités : Sidi Slimane et Sidi Yahya El Gharb.